# Agave deserti
Agave deserti (en anglès: Desert Agave o Century Plant) és una planta crassa originària de les regions desèrtiques del sud de Califòrnia, Arizona, i Baixa Califòrnia. Les seves flors són grogues i floreix a la primavera.

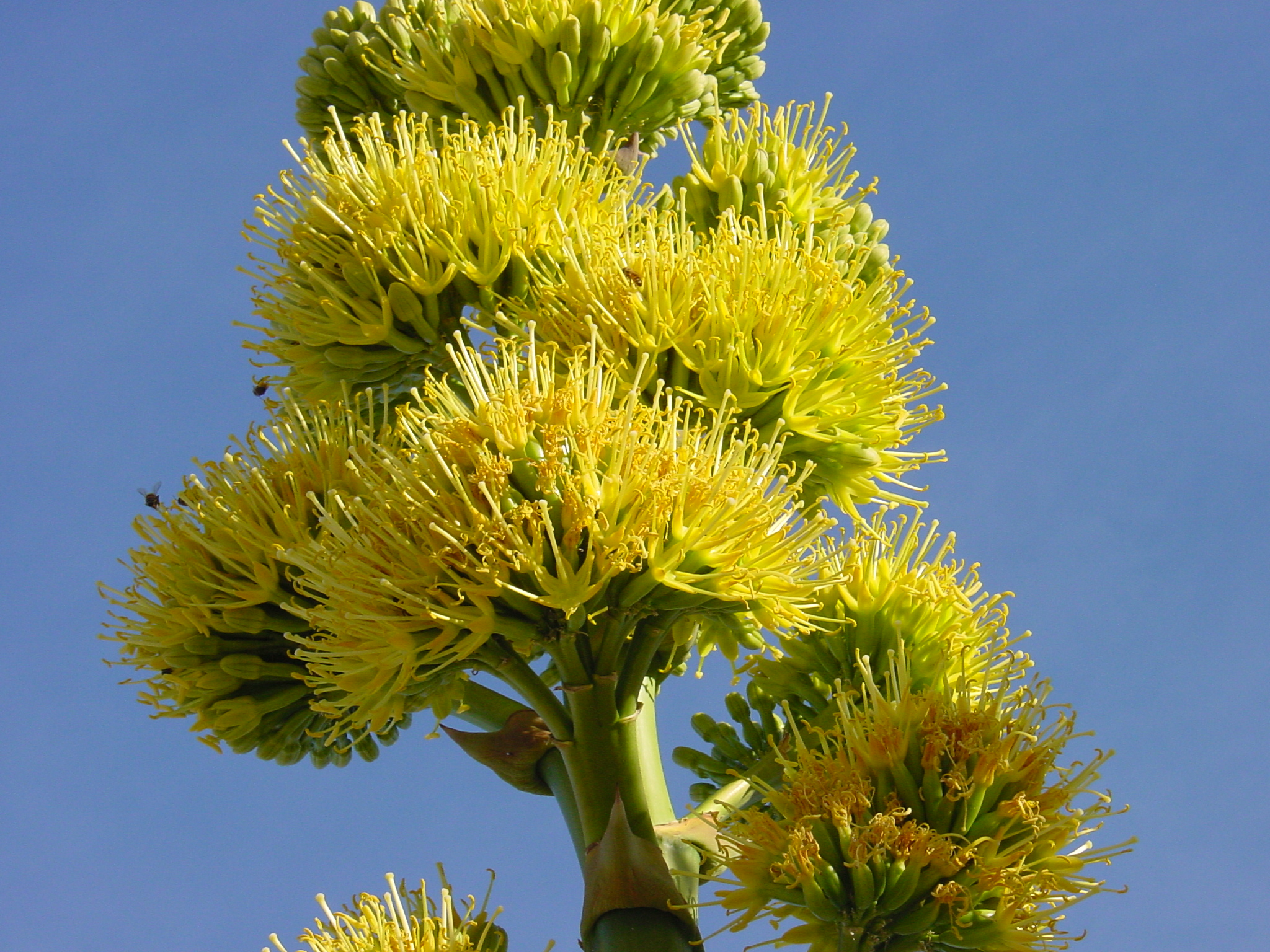
Inflorescència dAgave deserti

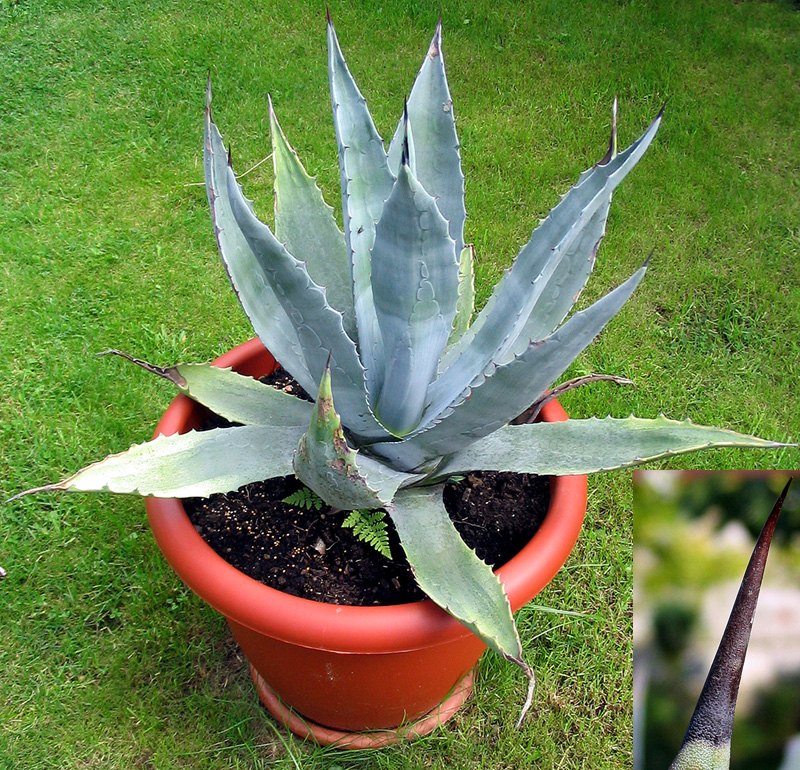
Agave deserti cultivada

Forma una roseta amb fulles carnoses de color verd grisenc que fan 20–70 cm de llargada i 4,5–10 cm d'amplada ambespines agudes al oltant de la punta de les fulles. Floreix quan té uns 20-40 anys), amb una inflorescència de 2–6 m d'alt. Les flors són nombroses de 3–6 cm de llargada. Tolera la secada però requreix un bon drenatge del sòl.
N'hi ha dues varietats botàniques:
- Agave deserti var. deserti. Plantes normalment amb nombroses rosetes que només es troba al sud de Califòrnia.
- Agave deserti var. simplex (Gentry) W.C.Hodgson & Reveal. Plantes normalment amb només una o dues rosetes. Sud de califòrnia i Arizona.

## Usos
Els amerindis dels Estats Units en feien servir les fibres per als vestits i els seus arcs i cordes. Es menjaven els brots joves rostits.
També se'n feien begudes alcohòliques fermentades del tipus del pulque.